# Грищук Сергій Сергійович
Сергі́й Сергі́йович Грищу́к (нар. 23 липня 1992, Черкаси) — український футболіст, гравець команди Славутич (Черкаси), що грає в групі «А» Другої ліги.
Народився в місті Черкаси, за команду якого і виступає. Вихованець команди «Металург (Запоріжжя)».

## Статистика виступів

### Професійна ліга
| Сезон     | Команда                | Турнір    | Матчі | Голи |
| --------- | ---------------------- | --------- | ----- | ---- |
| 2008–2009 | Металург-2 (Запоріжжя) | чемпіонат | 9     | 0    |
| 2009–2010 | Металург-2 (Запоріжжя) | чемпіонат | 9     | 1    |
| 2009–2010 | Металург (Запоріжжя)   | дубль     | 12    | 0    |
| 2010–2011 | Металург-2 (Запоріжжя) | чемпіонат | 20    | 1    |
| 2011–2012 | Металург-2 (Запоріжжя) | чемпіонат | 15    | 0    |
| 2011–2012 | Славутич (Черкаси)     | чемпіонат | 0     | 0    |
| 2012–2013 | Славутич (Черкаси)     | чемпіонат | 5     | 0    |